# Lord Wriothesley Russell
Lord Wriothesley Russell MA (11 de maio de 1804 - 6 de abril de 1886) foi um cónego de Windsor de 1840-1886.

## Família
Ele nasceu em 11 de maio de 1804, o quarto filho de John Russell, 6º Duque de Bedford.
Ele casou-se com a sua prima em segundo grau, Elizabeth Henrietta Russell (nascida em 1806).

## Carreira
Ele foi educado no Trinity College, Cambridge, e recebeu o mestrado em 1829.
Ele foi nomeado:
- Reitor de Streatham, Surrey
- Reitor da Igreja de São Miguel, Chenies, Buckinghamshire 1829
- Secretário Adjunto do Closet para a Rainha Vitória[2][3]

Ele foi nomeado para a nona bancada na Capela de São Jorge, Castelo de Windsor em 1840, cargo que ocupou até renunciar em 1886.